# چای‌کیشلا (گوینوجک)
چای‌کیشلا (به ترکی استانبولی: Çaykışla) یک منطقهٔ مسکونی در ترکیه است که در گوینوجک واقع شده‌است.